# Godflesh (мини-альбом)
Godflesh — дебютный мини-альбом британской индастриал-метал-группы Godflesh. Первоначально релиз был выпущен в 1988 году на лейбле Swordfish Records, а позже был переиздан на Earache Records с двумя бонусными треками. EP получил неожиданный успех для андеграундной группы: попал в чарт UK Indie Chart и занял 20-ю позицию. На момент выхода группа не выпустила ни синглов, ни клипов, но впоследствии фан-видео на песню «Avalanche Master Song» стало официальным.
Godflesh был записан и спродюсирован за два месяца в Бирмингеме фронтменом Джастином Бродриком и басистом Беном Грином, которые играли вместе в группе Fall of Because, предшественнице Godflesh. Зачастую пластинка остаётся в тени успеха первого студийного альбома Streetcleaner, однако EP стал одним из первых релизов индастриал-метала и помог определить звучание жанра благодаря запрограммированным барабанам, тяжёлым риффам и необычному акценту на бас.

## Список композиций
Слова и музыка всех песен — Джастин Бродрик и Бен Грин.
| №                   | Название                | Длительность |
| ------------------- | ----------------------- | ------------ |
| 1.                  | «Avalanche Master Song» | 5:14         |
| 2.                  | «Veins»                 | 4:30         |
| 3.                  | «Godhead»               | 5:01         |
| 4.                  | «Spinebender»           | 5:07         |
| 5.                  | «Weak Flesh»            | 4:23         |
| 6.                  | «Ice Nerveshatter»      | 6:31         |
| Общая длительность: | Общая длительность:     | 30:48        |

| №                   | Название            | Длительность |
| ------------------- | ------------------- | ------------ |
| 7.                  | «Wounds»            | 13:06        |
| 8.                  | «Streetcleaner 2»   | 8:41         |
| Общая длительность: | Общая длительность: | 52:36        |

## Участники записи
- Джастин Броудрик (J. K. Broadrick) — электрогитара, вокал, программирование, семплинг
- Бен Грин (G.C. Green) — бас-гитара

## Чарты
| Чарт (1988)    | Высшая позиция |
| -------------- | -------------- |
| UK Indie Chart | 20             |